# Introduktion
Die Introduktion (deutsch ‚Einführung‘, ‚Einleitung‘) ist in der Musik ein kurzer Instrumentalsatz, der einem Hauptsatz (z. B. einem Rondo, einer Fuge, einer Ouvertüre, einem Konzert- oder Sinfoniesatz) vorangeht.
Die Introduktion unterscheidet sich von der Ouvertüre und dem Präludium dadurch, dass sie keine abgeschlossene Form besitzt und kein in sich wirkendes Stück darstellt.
Für den Bereich der Oper kann der Begriff „Introduktion“ auch auf das erste Ensemblestück im unmittelbaren Anschluss an die Ouvertüre benutzt werden. Dies kann Gesang und Instrumentalmusik sein und auch eine längere Form annehmen, die Chor und Auftrittsarien einschließen kann (z. B. in Donizettis Anna Bolena, Il castello di Kenilworth oder Poliuto).